# Upleadon
Upleadon – wieś w Anglii, w hrabstwie Gloucestershire, w dystrykcie Forest of Dean. Leży 12 km na północny zachód od miasta Gloucester i 162 km na zachód od Londynu.